# Licinio Contu
Licinio Contu (San Nicolò Gerrei, 3 ottobre 1929 – Cagliari, 18 marzo 2025) è stato un medico e genetista italiano.

## Biografia
Professore universitario, ordinario di Genetica e di Bioinformatica e di Genetica Medica presso l'Università di Cagliari, Licinio Contu ha svolto un'intensa attività di ricerca nei campi dell'ematologia, dell'immunogenetica e della genetica medica. Dal 1983 al 1986 è stato professore associato di Ematologia presso la VII Università di Parigi. A Parigi ha svolto per moltissimi anni attività di ricerca presso il Laboratorio di Immunogenetica del professor Jean Dausset (premio Nobel per la Medicina nel 1980) e presso l'Hospital Saint Louis.
Nel corso della sua carriera Contu si è occupato in particolare, ottenendo significativi risultati terapeutici, dei trapianti di midollo osseo e della ricerca dei fattori genetici responsabili per la suscettibilità delle malattie. Ha svolto studi sul favismo, le citopenie immunologiche indotte da farmaci, le malattie multifattoriali e quelle gestazionali.
Ha partecipato al progetto Eurogem riguardante il mappaggio del Menoma, che ha portato all'identificazione di numerosi marcatori genetici.
Fu autore di oltre 500 lavori scientifici pubblicati su riviste internazionali, riguardanti in gran parte studi di genetica medica e umana ed ematologia. Degni di particolare nota sono le pubblicazioni riguardanti i trapianti di midollo osseo e di cellule staminali emopoietiche quale rimedio alla talassemia.
Ha diretto il Centro Regionale per i trapianti d'organo della Regione Sardegna.
Fu presidente dell'ADMO Sardegna (Associazione Donatori Midollo Osseo) e dell'ADoCeS (Associazione Donatori di Cellule Staminali Emopoietiche).
Nel 1991 riceve dal Comune di Sassari il Candeliere d'oro speciale (Premio "Città di Sassari") destinato a personalità che hanno dato lustro alla Sardegna. Insieme a lui viene premiato l'economista Sergio Siglienti. Sempre nel 1991 riceve il Lion d'oro dal Lions Club Cagliari Host per le sue ricerche nel campo dei trapianti di midollo osseo. Il 15 dicembre 2011 il Comune di Gonnosfanadiga gli ha conferito la cittadinanza onoraria.
Fu Presidente della sezione regionale sarda di Scienza e Vita e in questa veste ha partecipato alla campagna per l'astensione nei referendum abrogativi sulla legge n. 40 del 2004 in materia di procreazione medicalmente assistita. Si è altresì dichiarato contrario al testamento biologico e a qualsiasi legge che lo regolamenti, in quanto sarebbe la porta per introdurre l'eutanasia in Italia.